# Ялтушківська волость
Ялтушківська волость — історична адміністративно-територіальна одиниця Могилівського повіту Подільської губернії з центром у містечку Ялтушків.

## Склад
Склад станом на 1921 рік:
- Біличин, 286 дворів
- м. Ялтушків, 711 дворів
- Ялтушків-Підлісний, 646 дворів
- Ялтушківська слобідка, 427 дворів

У 1921 перейшла до складу новоутвореного Жмеринського повіту.
7 березня 1923 року ліквідована, територія перейшла до Ялтушківського району Могилівської округи.